# گروه دی‌ای
گروه دی‌ای (انگلیسی: DA-Group) شرکت الکترونیک فنلاندی است، که در سال ۱۹۹۵ تأسیس شد.